# No Name Face
No Name Face es el primer álbum de estudio de la banda estadounidense Lifehouse, el cual salió a la venta el 31 de octubre del año 2000. El álbum fue lanzado el 31 de octubre del 2000 con el sencillo Hanging by a Moment, vendiendo unas 4,000,000 millones de copias a nivel mundial, 1,000,000 millones de copias en Estados Unidos y fue certificado platino po RIAA.
Los sencillos de este primer álbum fueron: Hanging by a moment, Sick cycle carousel y Breathing.

## Lista de canciones
Todas las canciones escritas y compuestas por Jason Wade. 
| Standard edition |                        |          |  |
| N.º              | Título                 | Duración |  |
| 1.               | «Hanging by a Moment»  | 3:36     |  |
| 2.               | «Sick Cycle Carousel»  | 4:23     |  |
| 3.               | «Unknown»              | 4:06     |  |
| 4.               | «Somebody Else's Song» | 4:36     |  |
| 5.               | «Trying»               | 3:52     |  |
| 6.               | «Only One»             | 4:56     |  |
| 7.               | «Simon»                | 6:01     |  |
| 8.               | «Cling and Clatter»    | 4:29     |  |
| 9.               | «Breathing»            | 4:25     |  |
| 10.              | «Quasimodo»            | 4:32     |  |
| 11.              | «Somewhere in Between» | 4:14     |  |
| 12.              | «Everything»           | 6:07     |  |

## Posicionamiento en lista
| Lista (2000–2001)              | Posición |
| ------------------------------ | -------- |
| Australian Albums Chart        | 10       |
| Canadian Albums Chart          | 4        |
| Danish Albums Chart            | 2        |
| Dutch Albums Chart             | 20       |
| Japanese Albums Chart          | 50       |
| New Zealand Albums Chart       | 7        |
| Estados Unidos (Billboard 200) | 6        |